# Brasilianischer Mandel-Egerling
|  | Dieser Artikel wurde aufgrund von formalen oder inhaltlichen Mängeln in der Qualitätssicherung Biologie im Abschnitt „Mykologie“ zur Verbesserung eingetragen. Dies geschieht, um die Qualität der Biologie-Artikel auf ein akzeptables Niveau zu bringen. Bitte hilf mit, diesen Artikel zu verbessern! Artikel, die nicht signifikant verbessert werden, können gegebenenfalls gelöscht werden. Lies dazu auch die näheren Informationen in den Mindestanforderungen an Biologie-Artikel. Begründung: Die wesentlichen Abschnitte Merkmale, Ökologie und Verbreitung fehlen. --Ak ccm (Diskussion) 01:56, 16. Feb. 2014 (CET) |

Der Brasilianische Mandel-Egerling oder kurz Mandelpilz (Agaricus subrufescens, Syn. A. brasiliensis, A. blazei) ist eine Pilzart aus der Familie der Champignonverwandten. Namensgebend ist der Geruch der Fruchtkörper ähnlich Mandeln. Darüber hinaus wird dieser Champignon auch Sonnenpilz und Lebenspilz genannt. Der Pilz hat einen leicht moderig-süßlichen Geschmack und ist essbar.

## Geschichte
1947 beschrieb der US-Taxonom Murrill den Pilz und veröffentlichte seine Entdeckung unter dem Namen Agaricus blazei Murrill. 2002 zeigte jedoch eine Gruppe Wissenschaftler um die Forscher Wassermann und Didukh, dass diese Spezies identisch mit dem bereits länger bekannten Pilz  Agaricus brasiliensis ist, so dass diese ältere Bezeichnung damit die Bezeichnung von Murrill ersetzt. Dem Forscher Kerrigan gelang es 2005 durch DNA-Sequenzanalyse zu beweisen, dass Agaricus brasiliensis (und somit auch Agaricus blazei Murrill) genetisch identisch mit dem bereits 1893 beschriebenen Pilz Agaricus subrufescens Peck ist. Letzterer ist somit als ältester Name der einzige wissenschaftshistorisch korrekte, so dass die Bezeichnungen Agaricus blazei Murrill und Agaricus brasiliensis hinfällig sind.

## Bedeutung
Wegen seines hohen β-D-Glucan-Gehaltes findet Agaricus subrufescens Anwendung in der alternativen Krebstherapie, hauptsächlich in Japan und Kalifornien. Sorgfältig designte Studien, die die therapeutische Aktivität von isolierten Inhaltsstoffen, kompletten Pilzextrakten und epidemiologische Daten vergleichen, fehlen bislang. Die toxikologischen Aspekte wurden ebenfalls nicht hinreichend untersucht. In Asien und in Südamerika wird Agaricus subrufescens seit 1993 nachweisbar kommerziell angebaut und als Speisepilz verkauft.